# Górczyna (powiat strzelecko-drezdenecki)
Górczyna – wieś w Polsce położona w województwie lubuskim, w powiecie strzelecko-drezdeneckim, w gminie Zwierzyn.
W latach 1975–1998 miejscowość należała administracyjnie do województwa gorzowskiego.